# Popowo (powiat nowodworski)
Popowo (niem. Poppau) – osada w Polsce położona w województwie pomorskim, w powiecie nowodworskim, w gminie Stegna na obszarze Żuław Wiślanych przy drodze wojewódzkiej nr 502. Wieś od 2016 roku jest samodzielnym sołectwem. Popowo leży na szlaku Żuławskiej Kolei Dojazdowej.
Najstarszy zapis nazwy wsi (w formie Poppaw) pochodzi z 1413. W latach 1975–1998 miejscowość administracyjnie należała do województwa elbląskiego.